# Something from Nothing
Singles de Foo Fighters
Bridge Burning
(2012) The Feast and the Famine
(2014)
Something from Nothing est le premier single du groupe américain de rock alternatif Foo Fighters issu de l'album Sonic Highways sorti en 2014.

## Liste des titres
Toutes les chansons sont écrites et composées par Dave Grohl, Taylor Hawkins, Nate Mendel, Chris Shiflett, Pat Smear.
| 1. | Something from Nothing | 4:49 |

## Membres du groupe lors de l'enregistrement de la chanson
- Dave Grohl : chant, guitare
- Chris Shiflett : guitare
- Nate Mendel : basse
- Taylor Hawkins : batterie
- Pat Smear : guitare